# Maire de Castroponce
Maire de Castroponce est une municipalité espagnole de la communauté autonome de Castille-et-León et de la province de Zamora. En 2024, elle comptait 140 habitants.

## Localisation
Maire de Castroponce se situe à l'extrémité ouest du plateau castillan (Meseta Iberica), à environ 740 m d'altitude. La capitale provinciale, Zamora, se trouve à 75 km (en voiture) au sud.

## Climat
Le climat continental tempéré est rarement influencé par l'Atlantique .

## Transport
L' autoroute A-6 longe la limite nord-est de la commune.

## Évolution démographiique
| Année      | 1970 | 1981 | 1991 | 2001 | 2011 | 2024 |
| Population | 417  | 345  | 307  | 249  | 164  | 140  |

Le déclin démographique important de la seconde moitié du XXe siècle est principalement dû à la mécanisation de l’agriculture et à la perte d’emplois et l'exode rural qui en découle.